# Oligoryzomys longicaudatus
Oligoryzomys longicaudatus is een zoogdier uit de familie van de Cricetidae. De wetenschappelijke naam van de soort werd voor het eerst geldig gepubliceerd door Bennett in 1832.

## Voorkomen
De soort komt voor in Peru, Bolivia, Argentinië en Chili.